# Saint-Eugène (acteur)
Pour les articles homonymes, voir Saint Eugène.
Eugène-Alexandre Robin, dit Saint-Eugène, est un acteur français né le 23 mai 1784 à Châtillon-sur-Thouet et mort en 1832, probablement à Lisbonne où il était directeur de théâtre depuis 1822.

## Théâtre

### Carrière à laComédie-Française
Entrée en 1806
Nommé 233e sociétaire en 1817
Départ en 1820
- 1806 : Phèdre de Jean Racine : Hippolyte
- 1806 : Mithridate de Jean Racine : Xipharès
- 1806 : Omasis ou Joseph en Égypte de Pierre Baour-Lormian : Ruben
- 1807 : Athalie de Jean Racine : Ismaël
- 1815 : Andromaque de Jean Racine : Oreste
- 1816 : Esther de Jean Racine : Asaph
- 1816 : Le Mariage de Figaro de Beaumarchais : Pédrille
- 1816 : Athalie de Jean Racine : Mathan
- 1816 : Iphigénie de Jean Racine : Ulysse
- 1816 : Britanicus de Jean Racine : Narcisse
- 1816 : Le Misanthrope de Molière : Oronte
- 1816 : Phèdre de Jean Racine : Théramène
- 1816 : Charlemagne de Népomucène Lemercier : Théodon
- 1816 : Nicomède de Pierre Corneille : Flaminius
- 1816 : L'Artisan politique de Théodore-Henri Barrau : un domestique
- 1817 : Andromaque de Jean Racine : Pylade
- 1817 : Germanicus d'Antoine-Vincent Arnault : Sentius
- 1817 : Le Mariage de Figaro de Beaumarchais : Bazile
- 1817 : Phocion de Jacques-Corentin Royou : Épicure
- 1817 : Adrienne Lecouvreur d'Armand-Jean Charlemagne : un envoyé
- 1817 : Mithridate de Jean Racine : Arbate
- 1817 : La Manie des grandeurs d'Alexandre Duval : un huissier de la chambre
- 1818 : Esther de Jean Racine : Assuérus
- 1818 : Eugénie de Beaumarchais : Sir Charles
- 1818 : La Fille d'honneur d'Alexandre Duval : un conseiller
- 1819 : Louis IX de Jacques-François Ancelot : Joinville
- 1820 : Marie Stuart d'après Friedrich von Schiller